# حمطوط
حِمَاط أو حُمْطُوط (الاسم العلمي Psylla)، جنس حشرات مضرة من فصيلة الحماطيات ورتبة نصفيات الأجنحة. أنواعه نحو 110

}} جميعها صغيرة القد مستطيلة الأجنحة قوية المتك الثاقب. يرقاتها مفلطحة مستعرضة قليلة الحركة بعضها يفرز مواد زيتية تشبه ندف القطن الأبيض وبعضها يفرز عصارة عسلية لزجة. جميعها تعيش على أوراق النبات وزمعاته ونوامية فتؤذيه أشد الأذى. إناثها أكبر قدًا من ذكورها تمتح مكنها في شقوق اللحاء. أجيالها حولية تختلف مع الأنواع وقد تراوح من اجيل الواحد إلى ستة أجيال.